# Google URL Shortener
Google URL Shortener (известный как goo.gl) — сервис сокращения URL-адресов, принадлежащий компании Google, который предоставлял короткие альтернативные имена для перенаправления длинных URL-адресов. 

## История
Сервис был запущен в декабре 2009 года и первоначально использовался для Google Toolbar и Feedburner. В сентябре 2010 года компания запустила отдельный веб-сайт goo.gl. 
На сайте можно было получить доступ к списку URL-адресов, которые он укорачивал ранее после входа в учетную запись Google. В режиме реального времени представлялись аналитические данные, в том числе данные о трафике в течение всего времени использования сервиса, гиперссылках и профилях посетителей. Для обеспечения безопасности Google добавил автоматическое обнаружение спама. Эта система разработана на основе того же типа фильтрации данных, которую используют в Gmail. Сервис не принимает новых пользователей с 13 апреля 2018 года, и Google прекратил обслуживание для уже существующих пользователей 30 марта 2019 года.
Ранее созданные ссылки все еще работают на старых URL-адресах. На смену закрытому сервису пришла Firebase Dynamic Links, созданные ранее ссылки не стали переноситься в новую систему автоматически.